# Nowyj Czirkiej
Nowyj Czirkiej (ros. Новый Чиркей) – wieś w Rosji, w Dagestanie, w rejonie kiziliurtowskim. W 2010 liczyła 5922 mieszkańców, głównie Awarów.